# Pablo 'Sarco' Cano
Pablo Daniel Cano, (Buenos Aires, Argentina; 15 de julio de 1963) más conocido por su nombre artístico Sarcófago o Sarco, es cantautor y guitarrista de Ratones Paranoicos, desde el inicio hasta el final de la banda (1983 - 2011), y luego en el regreso del grupo en 2017. También encabeza su banda solista..

## Reseña biográfica

### Infancia
Hijo de Berlarmino y Carmen, nacido y criado en el barrio de Villa Devoto donde comenzó a tocar la guitarra desde muy joven, escuchando discos en su habitación. 

### Ratones Paranoicos - Los inicios

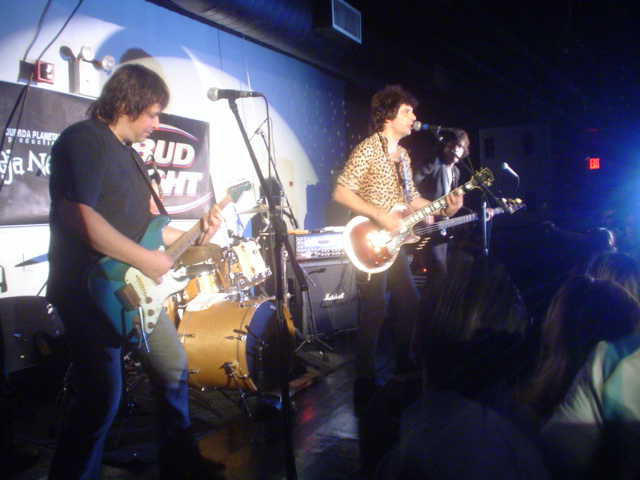
Sarcófago durante un recital de los Ratones Paranoicos en 2007.

En 1983 la banda comienza a gestarse entre Juanse y Pablo Memi, luego convocan a Sarco para que sea guitarrista,y el 14 de octubre de dicho año llega a la banda Rubén "Roy" Quiroga, conformando definitivamente a Los Ratones Paranoicos. Una estética oscura y un sonido punk con toques de rock & roll ortodoxo sumado a cierta rebeldía, tal vez fueron las razones por las que les costo encontrar una compañía discográfica que estuviera dispuesta a contratarlos. En 1986 logran grabar el primer álbum de estudio, el homónimo Ratones Paranoicos, bajo el sello Umbral (que también tenía a Los Violadores y a V8). Este material tuvo una escasísima difusión, aunque incluía temas como Bailando conmigo y Sucia estrella. Luego sería relanzado.
De a poco fueron logrando adeptos que los seguían por los bares de Devoto, y luego por el resto de Capital. En Los chicos quieren rock (1988) se mantiene esta fuerza punk pero ya mostrando un vuelco hacia el rock & roll. Este disco los lanza a la masividad e, incluso a llevarlos al lugar de "Grupo Revelación" en las encuestas.
Rock del gato fue el éxito de su siguiente álbum, Furtivos (1989), que también contenía Hasta que llegue el dolor y cuya presentación tuvo lugar en el estadio de Obras Sanitarias.
En 1990 los contrata la Sony, con lo que aseguraban su permanencia en el show business. Sin embargo, Juanse declaraba "Nosotros no tenemos nada que ver con el rock nacional. No me siento parte de él: digamos que hago rock n'roll y que soy argentino, que es otra cosa". Es así que el título del siguiente LP cobra vigencia: Tómalo o déjalo (1990).
Andrew Oldham, exproductor de los Rolling Stones, de Rod Stewart y de Eric Clapton, viajó a Buenos Aires para trabajar en Fieras Lunáticas (1991). La mezcla final fue realizada en Estados Unidos. Un obsequio del productor al grupo es la inclusión de la melodía de Satisfaction en Wah wah. El tema más importante del disco es Rock del pedazo.
El 7 de noviembre de 1992, Keith Richards, guitarrista de los Rolling Stones, hacía su presentación en el Coca Cola Rock Festival, junto a su banda, The X-Pensive Winos. El show fue abierto por Los Ratones Paranoicos, con Pappo como guitarrista invitado. En diciembre de ese año, los Ratones son convocados para telonear a los Guns N' Roses.
Para Hecho en Memphis (1993) se dieron otro gran gusto: grabar con Mick Taylor (guitarrista de los Stones a comienzos de los '70).
Su momento de mayor popularidad lo consiguieron con la visita de los Rolling Stones, en febrero de 1995, y sus cinco shows como teloneros en el estadio de River. Hacia fin de año se lanzó un CD en festejo de los diez años de la banda Raros Ratones, que contó con versiones nunca antes editadas de Sucio gas, Carol y Destruida roll, un tema inédito que había quedado al margen del primer disco.
En 1998 volvieron a la escena porteña en el microestadio de Obras, con la presencia de Fabián Quintiero en lugar de Memi. Al año siguiente lanzaron Electroshock. Le siguieron x16 (1999) y Vivo Paranoico (2000).
A mediados del 2003 editaron Enigma, un EP de cinco canciones, con dos temas nuevos, dos covers y un remix de Enlace, realizado por Diego Ro-K.
Inyectado de rocanrol vivo (2006) fue registrado durante los shows en Obras del 2005. Con producción de Pablo Guyot y Alfredo Toth, el material editado en CD y en DVD resume los veinte años de trayectoria de la banda. El corte difusión elegido fue El vampiro.
En agosto de 2011, a través de un comunicado de prensa, Juanse anunciaba la disolución de la banda.

### Circo Paranoico
Decididos a mantener vivo el espíritu de Ratones, tres de sus miembros fundadores, Sarco, Roy Quiroga y Pablo Memi crearon una nueva banda a la que llamaron 'Circo Paranoico'. Un proyecto en el que repasaban algunas de las canciones de Ratones Paranoicos, hits grabados fuego en la memoria colectiva argentina. 
Durante esos años hicieron giras por todo el país hasta que surgió la posibilidad de volver a juntarse con el fundador restante en un show histórico. 

### Ratones Paranoicos - La vuelta
En septiembre de 2017, luego de 6 años, Los Ratones Paranoicos con su formación original volvieron a desplegar todo su rock & roll ante más de 25 mil personas con un show en el Hipódromo de Palermo, Buenos Aires. 
La noche en el Hipódromo no fue una noche más, repasaron durante dos horas y media todos los hits de su carrera, acompañados de un público que no dejó estrofa sin corear.
Esa noche histórica quedó plasmada en un CD + DVD al que llamaron 'Caballos de noche - Vivos en el Hipódromo'. 
Durante 2018 y 2019 la banda se mantuvo vigente haciendo giras por todo el país, llegando a viajar a Uruguay previo a la pandemia del 2020 que los obligó a cancelar todos los shows que tenían previstos tanto en el interior como en el exterior. 

### Etapa solista
En 2019 Sarco comienza a componer y grabar lo que serían las canciones de su primer disco y en busca de una banda que lo acompañe en su nuevo proyecto.
Con la pandemia de por medio, la grabación del disco se vio afectada y solo llegaron a terminar algunos temas.  
En 2021 retoman la grabación del disco y con el auge de los streamings decide convocar a Pablo Memi como invitado especial para presentar su nuevo material en un show memorable el Auditorio Belgrano. Sus años de trabajo y dedicación por la música se vieron resumidos en ese espectáculo, que reúne grandes éxitos renovados de la banda de Villa Devoto, con un sonido actualizado, además de las nuevas canciones que forman parte de su primer disco solista, que finalmente será lanzado a fines de 2022.

## Discografía

### Ratones Paranoicos
- Ratones Paranoicos (1986)
- Los chicos quieren rock (1987)
- Enlace (1989)
- Furtivos (1989)
- Tómalo o déjalo (1990)
- Fieras lunáticas (1991)
- La nave (1992)
- Hecho en Memphis (1993)
- Éxtasis Vivo (1994)
- Raros Ratones (1995)
- Planeta Paranoico (1996)
- Mtv Unplugged (1998)
- Electroshock (1999)
- Vivo Paranoico (2000)
- X16 (2000)
- Para siempre Diego (2001)
- Los chicos quieren más (2001)
- Luna Paranoico (2002)
- Enigma (2003)
- Girando (2004)
- Inyectado de Rocanrol (2006)
- Ratones Paranoicos (2009)
- Los chicos quieren rock 1988-2009 (2010)

- Datos: Q111737873